# Exocentrus beijingensis
Exocentrus beijingensis là một loài bọ cánh cứng trong họ Cerambycidae.